# حارة البحر
حارة البحر هي إحدى حارات مدينة جدة الأربعة التاريخية داخل سورها القديم، تقع الحارة شمال جدة التاريخية الواقعة وسط مدينة جدة في المملكة العربية السعودية، تقع الحارة في الجزء الجنوبي الغربي من مدينة جدة.
وقد قامت مجموعة قلب جدة لإحياء المنطقة التاريخية بإحياء حارة البحر بعد قيامها بتنظيم مسار يتم خلاله معرفة معالم حارة البحر التي تعد إحدى حارات المنطقة التاريخية بجدة، وتقع حارة البحر خلف باب الفرضة الذي له عدة مسميات مثل البنط والجمرك، وكلمة الفرضة تعني الميناء في الدولة العثمانية، وقد ذكر الرحالة إسماعيل جمعان عند زيارته جدة في عام 1245 هـ أنه قد دخل من باب البنط وهو نفسه باب الفرضة وباب الجمرك، وقد ظهرت حارة البحر بين عهد نور الدين باشا والدولة السعودية الأولى في عام 1220 هـ تقريبا.